# Rostizkogel
Der Rostizkogel ist ein 3.394 m hoher Berg des Kaunergrats, eines Gebirgszuges der Ötztaler Alpen. Er ist die höchste Erhebung längs des Riffltales und wird nach Norden hin erst von der Watzespitze überragt. Direkt östlich von ihm steht der Seekogel, der technisch anspruchsvollste und schroffste Berg des Kamms, der ihn für Beobachter vom Rifflsee her verdeckt. Der Rostizkogel ist ein großartiger Aussichtspunkt, von seinem Gipfel aus hat man großartige Ausblicke auf den hinteren und vorderen Kaunergrat gleichermaßen. Er bietet dem Betrachter von Osten den Anblick einer steilen Firnrampe mit steilen Felsabstürzen nach Süden dar. Direkt südlich unter seiner steilen Südflanke liegt der unter Skitourengehern und Bergsteigern sehr beliebte K2.

## Routen
Der Normalweg führt vom Rifflsee rechts vom Seezufluss ins Riffltal hinein. Mehrere Bäche querend nähert man sich in einem Bogen nach Süden der ersten Geländestufe. Im rechten Einschnitt empor auf den nach NW hinaufziehenden Rücken. Auf dem Rücken mühsam aber unschwierig empor, wobei man sich aufgrund gefährlicher Nordabstürze am besten links hält. Weiter nach NW bis zur Scharte zwischen Schneidigem Wändle und Seekogel. Über steile Moränenwälle hinauf zum Nördlichen Löcherferner. Man bleibt rechts auf dem Moränenwall bis zum Ende des Steileises. Nun auf dem rechten (nördlichen) Rande des Ferners empor, die Spaltenfelder in der Fernermitte meidend, bis die Gletscherebene fast spaltenlos wird. Auf den fernen Bergrücken des Rostizkogels zu, bis man den Gletscherrand erreicht (Vorsicht Randspalte!). Über den gut gangbaren aber steilen nördlichen Teil des Bergrückens auf den Grat und unschwierig über den Geröll- bzw. Firngrat zum Gipfel mit Steinmann.

## Impressionen

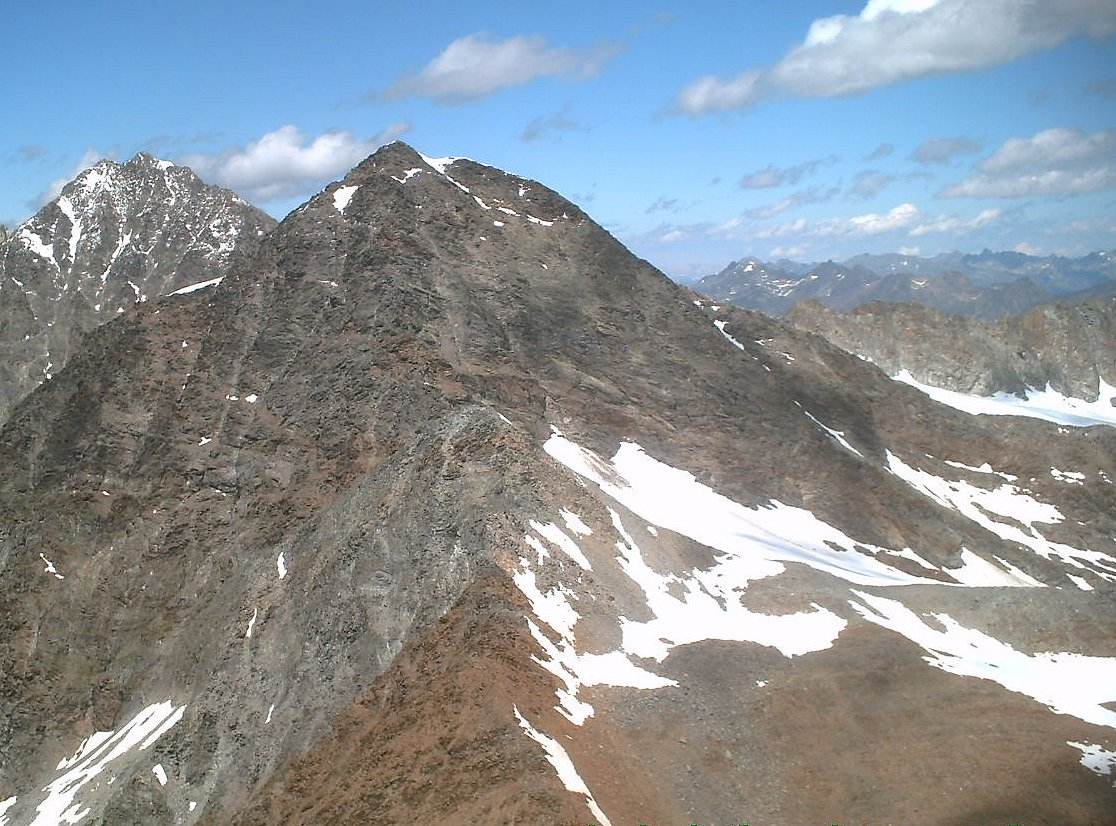
Rostizkogel von Süden
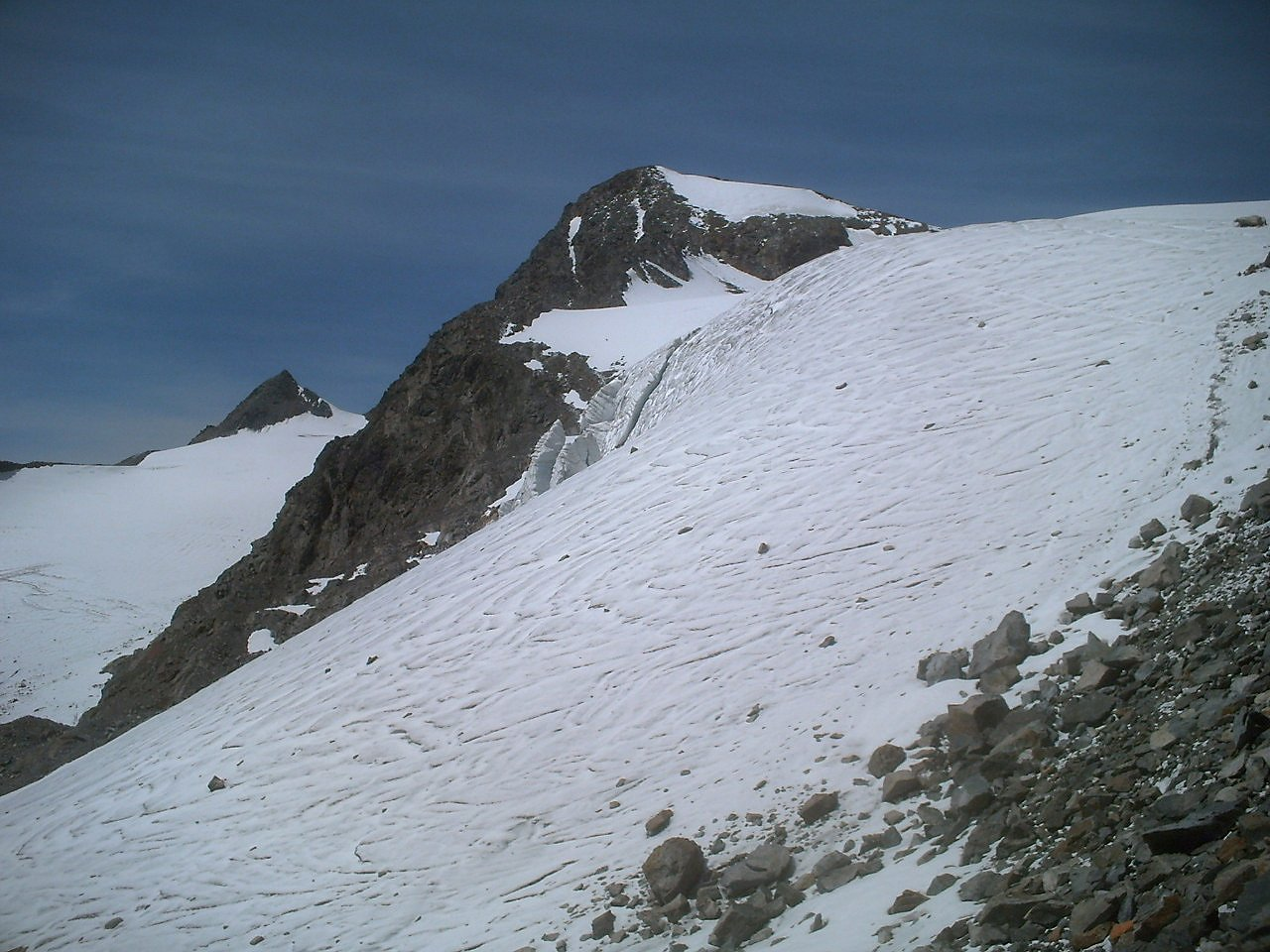
Am Gletscherrand
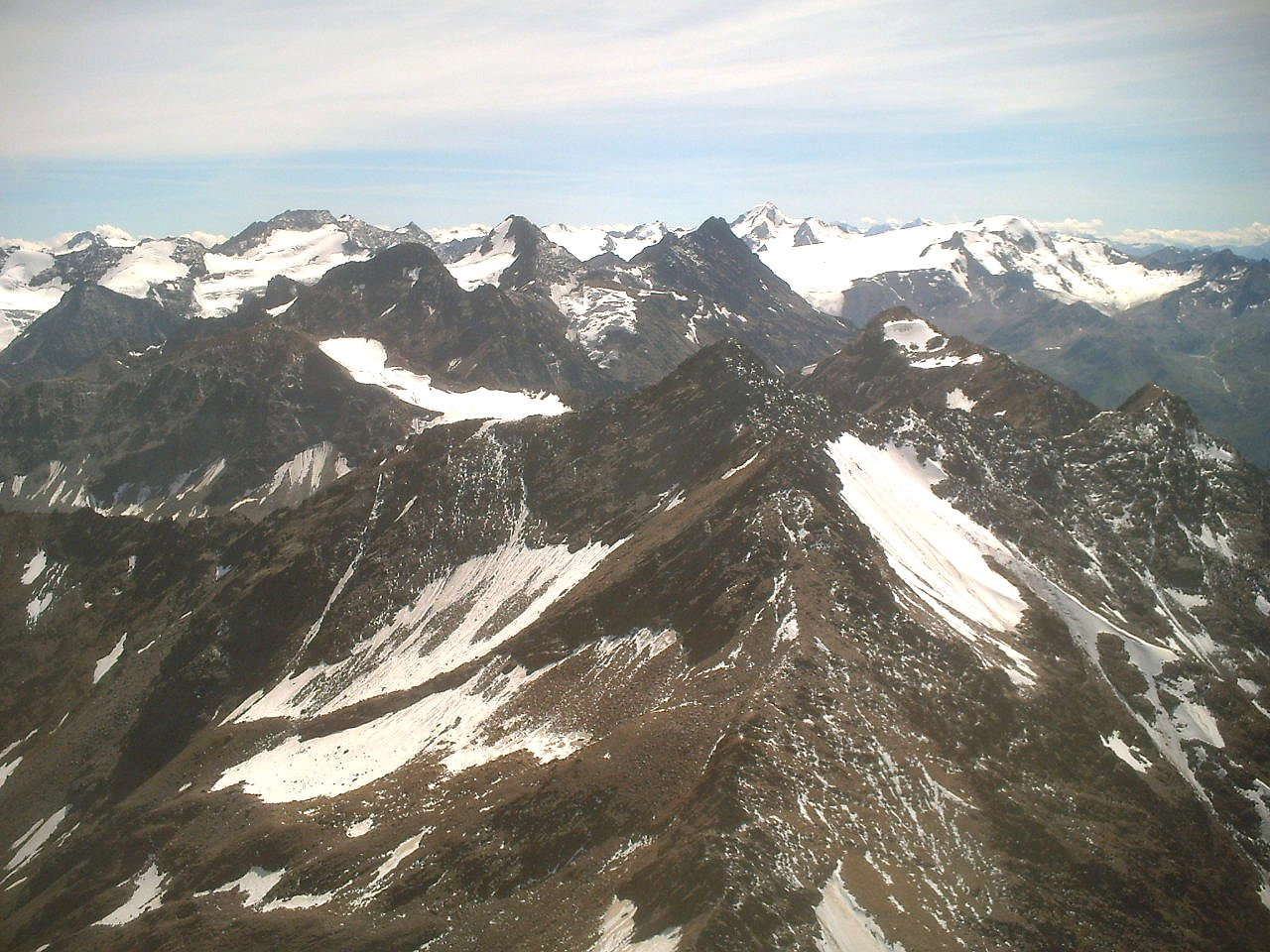
Ausblick auf hinteren Kaunergrat und Weißkamm